# La guerra delle torte
La guerra delle torte (Pumpkin Pie Wars) è un film del 2016 diretto da Steven R. Monroe.

## Trama
Faye e Lydia erano amiche ma dieci anni prima hanno litigato e sono diventate nemiche e in città si terrà l'annuale gara di torte di zucca e decidono di iscrivere i propri figli.
Casey non sa cucinare e chiede aiuto a Sam, che è un cuoco professionista, che la aiuta a imparare a cucinare e col passare dei giorni si innamorano l'uno dell'altro, ma visto che le rispettive madri sono nemiche devono tenere nascosta la loro relazione; Sam, invece chiede aiuto a Casey con una proposta di un ristorante, visto che lei è brava in economia.
Un giorno, Betty Lund, la loro rivale, va nella pasticcera di Faye ma non la trova e, così con una scusa, chiede di andare in bagno, e fa delle foto alla ricetta di Casey della torta di zucca.
Quando, Casey e Sam, scoprono che la ricetta è stata copiata decidono di partecipare insieme e, con l'aiuto delle rispettive madri inventano una nuova ricetta e lì, Faye e Lydia si chiariscono e diventano di nuovo amiche.
Durante la gara, Casey e Sam dicono ai giudici che la ricetta di lei, è stata copiata da Betty e così viene squalificata e vincono la gara e si baciano di fronte a tutti.
Nell'ultima scena, Casey e Sam si sono sposati e hanno un loro ristorante con una pasticceria, dove lavorano le loro madri e sono felici e innamorati l'uno dell'altra.